# ヴィンス・ヘイズ
ジェームズ・ヴィンセント・"ヴィンス"・ヘイズ（James Vincent "Vince" Hayes、1879年3月24日 - 1964年6月1日）は、イングランド・マンチェスター出身の元サッカー選手、元サッカー指導者。ポジションはディフェンダー。

## 経歴
マンチェスターのミルズ・プラッティング地区に生まれ、サッカー選手としてプレーする前は溶接工として働いていた。1901年2月にマンチェスター・ユナイテッドFC (当時はニュートン・ヒース)にて選手デビューを果たした。1907年にブレントフォードFCを経て1年でマンチェスター・ユナイテッドに復帰すると、そのシーズンにFAカップ優勝を経験した。
現役引退後は指導者に転向し、1912年にはストックホルムオリンピックに参加したノルウェー代表の監督を務め、1923年にアトレティコ・マドリードを1シーズンのみ率いてサッカーから身を引いた 。